# Cole-Wiedeman
Cole-Wiedeman war eine britische Automobilmarke, die 1905–1906 von der William Cole & Co. Ltd. in Hammersmith (London) gebaut wurde.
Der Cole-Wiedeman war ein offener Tourenwagen, der nach Kundenwunsch mit verschiedenen Motoren geordert werden konnte. Der kleinste war ein Vierzylinder-Reihenmotor mit 2,4 l Hubraum.

## Quelle
- David Culshaw & Peter Horrobin: The Complete Catalogue of British Cars 1895–1975. Veloce Publishing plc. Dorchester (1997). ISBN 1-874105-93-6